# Marskens snaps
Marskens snaps (finsk: Marskin ryyppy) kaldtes den snaps, som blev drukket i det finske krigshovedkvarter i Mikkeli under krigen.
Snapsen bestod af en liter Rajamäki-akvavit, 2 cl tør fransk vermouth og 1 cl gin. Baggrunden var, at Carl Gustaf Mannerheim, marskallen af Finland, var misfornøjet med kvaliteten af den brændevin, som blev leveret af det finske alkoholmonopol. 